# Rémi Checchetto
Rémi Checchetto (né le 22 février 1962 à Briey en Meurthe-et-Moselle) est un écrivain français, dramaturge et poète.

## Biographie
Né dans une famille de mineurs en Lorraine, il grandit à Auboué.
Dramaturge, Rémi Checchetto a écrit pour le théâtre des pièces qui ont été mises en scène par Fabien Bergés, Alexia Vidal, Bela Czupon, François Lazaro, François Mauget, Gilbert Meyer, Henri Uzureau, Loïc Méjean, Bernard Beuvelot : Allez allez, allez, King du ring, Kong melencholia, L'homme et cetera, Que moi, Zou…
Poète il a publié de nombreux livres chez plusieurs éditeurs.
Lecteur sur scène de son travail il collabore régulièrement avec des musiciens : Titi Robin, Louis Sclavis, Bernard Lubat, Adam Dupas, Chris Martineau, André-Marc Delcourt, Hélène Breschand… Ici à La Maison de la Poésie de Paris avec Louis Sclavis en 2021.
Boursier du CNL[Quoi ?], de la Société des auteurs et compositeurs dramatiques, de la Fondation Beaumarchais, du CNT[Quoi ?].
Résident au Centre national des écritures de la Chartreuse, de Permanences de la Littérature, du Théâtre de la Mauvaise Tête, du Théâtre Chez Panse Verte, de l’Institut français à Annaba (Algérie), du Parc régional du Narbonnais, du Centre national du livre, de la Maison de la poésie de Rennes, du Chalet Mauriac, de POEMA[Quoi ?], de la Bibliothèque départementale de la Sarthe, au Dédale de Belvès, à la Cave Po', Maison de la Poésie de Toulouse…

## Œuvres publiées

### Poésie
- Portes, éditions Script, 2003.
- P'tit déj, éditions de l’Attente, 2003  (ISBN 9782914688154)
- Confiotes, éditions de l’Attente, 2005  (ISBN 9782914688376)
- Valises, éditions Script, 2006.
- Nous, le ciel, éditions de l’Attente, 2008  (ISBN 9782914688680)
- Puisement, éditions Tarabuste, 2010  (ISBN 9782845872059)
- Bruissements, ça hésite encore, éditions Script, 2010  (ISBN 9782911511233)
- Très grand gel, éditions L’Improviste, 2011.
- Apéro, éditions de l’Attente, 2013  (ISBN 9782362420436)
- Jours encore après, éditions Tarabuste, 2013  (ISBN 9782845872776)
- Pas parler parole, éditions L’âne qui butine
- Ici même, éditions Tarabuste, 2015[4]
- Boomerang, éditions Potentille, 2016  (ISBN 9791090224162)
- Les arbres ne parlent plus oiseau, éditions du Petit Flou, 2016  (ISBN 9791091528269)
- Le gué, éditions Le dernier Télégramme, 2017  (ISBN 9791097146009)
- Une île nouvelle, éditions Script, 2017  (ISBN 9782911511363)
- Larsen, éditions Tarabuste, 2017
- Nous ne sommes pas des héros, édition de l'Attente, 2018[5]
- Sépia, éditions La Dragonne, 2018
- Littéraville, éditions Script, 2018
- Laissez-moi seul, éditions Lanskine, 2018
- De fins fils, Poema, 2020
- Partir, naviguer, arriver et autres constructions pas fatalement intempestives, LansKine, 2020
- Qui sommes-nous, qu'il nous faille cette encre dans le sang ? éditions Script, 2021
- Tout l'univers, éditions de l'Attente, 2022  (ISBN 978-2-493426-02-4)[6]

### Théâtre
- Manèges, éditions Lucie Lom, 1999
- Un Terrain de vagues, coédition Script et théâtre des Tafurs, 1999
- Une Disparition et tout et tout, éditions de l’Attente, 2006  (ISBN 9782914688499)
- Là où l’âme se déchire un peu mais pas toute, Inventaire / Invention, 2006  (ISBN 9782914412551)
- King du ring, éditions Espaces 34, 2010  (ISBN 2847050655)
- Kong melencholia, éditions Espaces 34, 2011  (ISBN 9782847050790)
- L'Homme et cetera, éditions Espaces 34, 2012  (ISBN 9782847050868)
- Que moi, éditions Espaces 34, 2013  (ISBN 9782847051124)
- Zou, éditions Espaces 34, 2015  (ISBN 9782847051278)[7]
- Allez, allez, allez, édition Parc Régional du Narbonnais, 2018
- Tout l'univers de l'Echappée, édition Salagou Cœur d'Hérault
- Dresseur de nuages, éditions Espaces 34, 2022  (ISBN 978-2-84705-282-4)[8]
- Rien n'est écrit dans les lignes de ma main, éditions Espaces 34, 2025

### Livres d'artistes
- Nu comme simple, simple comme dépourvu de tout et dès lors pouvant tout recevoir, édition L'âne qui butine, 2024
- Petits soirs petit matin, édition du Petit flou, 2024
- Les arbres ne parlent plus oiseau, édition du Petit flou, 2019
- Extraction, éditions Faï fioc, avec des peintures de Jean-Jacques Maho, 2023
- Vite vitesse, Vinaigrette n°1, 2018
- Lui qui savait par coeur, éditions Faï fioc, 2016
- Encore, corps encore, éditions Les cahiers du Museur, avec des collages du Sylvie Durbec, 2011

### Divers
- Une anthologie, éditions Dernier Télégramme, 2025
- Bacchanales n°74
- Gustave junior, numéro 13
- En Roue libre, éditions Quelque part sur terre / Festival d’Aurillac
- L'Œuf, le bœuf, la meuf, revue Psychanalyse no 9
- Le Monde presque seul, catalogue d’exposition de Mitsuo Shiraishi
- Tic tac, Les comédies de l’estuaire / 2
- La Montgolfière, in L'Œil de Jef
- De fins fils, éditions Poéma, 2021
- Cela s'appelle désir, éditions en revue Le Castor Astral
- C'est ainsi, sans cesse ainsi, éditions La Rumeur Libre
- Le ciel, ???!!!, revue Espace(s) no 20, éditions de l'Observatoire de l'Espace, 2021
- Gare maritime 2013, texte et CD (lecture vie l'auteur avec Franck Vigroux)
- Gare maritime 2014, texte et CD (lecture vie l'auteur avecTiti Robin)
- N47, numéro 26 et 27
- Frontières, revue de la maison de la poésie Rhone-Alpes
- Ouste, numéro 28, numéro 33
- Poésie dans(e) la rue, cinq ans déjà

### Au théâtre (textes de l'auteur mis en scène)
- Dresseur de nuages, lecture concert, Denis Lanoy et Adam Dupas
- Les munjettes, mise en scène Félicie Artaud
- 82, mise en scène Thierry Delhomme, co-écriture avec Richard Fouillet
- Tout l'univers de l'Echappée, mise en scène Félicie Artaud
- Allez, allez, allez ! mise en scène Fabien Bergès
- King du ring, mise en scène Alexia Vidal[9]
- 42 variations sur le thème de l'attente, mise en scène Cécile Etcheto
- L'homme et cetera, mise en scène Bela Czuppon
- Que moi, mise en espace Jean-Marc Bourg
- Blanche, mise en scène Caroline Amoros
- Valises, mise en scène François Lazaro
- Dans l'intimité des cabines de bain, mise en scène François Mauget
- La mémoire du béton, mise en scène François Mauget
- Liban / rescousse, mise en scène François Mauget
- Ah ça non on n'est pas sur radio nostalgie, mise en scène François Mauget
- Le murmure des pierres, mise en scène Gilbert Meyer
- Basta ! mise en scène Bernard Beuvelot
- La salive, mise en scène Bernard Beuvelot
- Comme un poisson dans le beau, mise en scène Patrice Connard
- Mais laissez-moi tranquille, mise en scène Abdellatif Baybay
- L'évidence de la confiture, mise en scène Alexandra Tobelain
- Quel monde (fin de siècle) ! mise en scène Henri Uzureau
- Quel monde (intime) ! mise en scène Henri Uzureau
- Reine de mon palais, mise en scène Henri uzureau
- Un terrain de vagues, mise en scène Jack Percher
- Ouh là ! mise en scène Didier Ruyz
- Mais, mise en scène Claire Rieussec
- Mais, lecture publique Hélène Vincent
- Le vent, mise en scène Hélène Gay

### Performances (lecture de l'auteur en duo)
- Avec Titi Robin
- Avec Louis Sclavis
- Avec Bernard Lubat
- Avec Franck Vigroux
- Avec Denis Tricot
- Avec Adam Dupas